# Leapfrogging
 (septembre 2024).
La mise en forme du texte ne suit pas les recommandations de Wikipédia : il faut le « wikifier ».
Les points d'amélioration suivants sont les cas les plus fréquents. Le détail des points à revoir est peut-être précisé sur la page de discussion.
- Les titres sont pré-formatés par le logiciel. Ils ne sont ni en capitales, ni en gras.
- Le texte ne doit pas être écrit en capitales (les noms de famille non plus), ni en gras, ni en italique, ni en « petit »…
- Le gras n'est utilisé que pour surligner le titre de l'article dans l'introduction, une seule fois.
- L'italique est rarement utilisé : mots en langue étrangère, titres d'œuvres, noms de bateaux, etc.
- Les citations ne sont pas en italique mais en corps de texte normal. Elles sont entourées par des guillemets français : « et ».
- Les listes à puces sont à éviter, des paragraphes rédigés étant largement préférés. Les tableaux sont à réserver à la présentation de données structurées (résultats, etc.).
- Les appels de note de bas de page (petits chiffres en exposant, introduits par l'outil «  Source ») sont à placer entre la fin de phrase et le point final[comme ça].
- Les liens internes (vers d'autres articles de Wikipédia) sont à choisir avec parcimonie. Créez des liens vers des articles approfondissant le sujet. Les termes génériques sans rapport avec le sujet sont à éviter, ainsi que les répétitions de liens vers un même terme.
- Les liens externes sont à placer uniquement dans une section « Liens externes », à la fin de l'article. Ces liens sont à choisir avec parcimonie suivant les règles définies. Si un lien sert de source à l'article, son insertion dans le texte est à faire par les notes de bas de page.
- La présentation des références doit suivre les conventions bibliographiques. Il est recommandé d'utiliser les modèles {{Ouvrage}}, {{Chapitre}}, {{Article}}, {{Lien web}} et/ou {{Bibliographie}}. Le mode d'édition visuel peut mettre en forme automatiquement les références.
- Insérer une infobox (cadre d'informations à droite) n'est pas obligatoire pour parachever la mise en page.

Pour une aide détaillée, merci de consulter Aide:Wikification.
Si vous pensez que ces points ont été résolus, vous pouvez retirer ce bandeau et améliorer la mise en forme d'un autre article.
 (septembre 2024).
 (septembre 2024).
Le leapfrogging (saut de mouton ou bond en avant en anglais) est un concept utilisé dans le monde des affaires, qui a été développé à l’origine dans les domaines de l’organisation industrielle et de la croissance économique. L’idée principale derrière le concept de « leapfrogging » est que, si l'accumulation d'innovations mineures et durables permet à une entreprise dominant un secteur de rester en tête, des innovations majeures peuvent cependant permettre à de nouvelles entreprises de surpasser les entreprises plus anciennes dominant un secteur Le phénomène de « leapfrogging » peut concerner les entreprises mais aussi des dirigeants de territoires, par exemple, un pays en développement peut sauter des étapes de développement en s'accaparant les innovations de pays plus développés, leur permettant ainsi de rattraper leur retard, notamment en termes de croissance économique.

## Organisation industrielle
Dans le domaine de l'organisation industrielle, les principaux travaux sur le « leapfrogging » ont été écrits par Fudenberg, Gilbert, Stiglitz et Tirole (1983). Dans leur article, ils analysent dans quelles conditions une nouvelle entreprise peut devancer une entreprise déjà reconnu.
Le phénomène de « leapfrogging » peut survenir parce qu'une entreprise ayant le monopole et étant pleinement établi n'innove pas parce qu'elle se repose sur d'anciennes technologies. Ceci est en quelque sorte basé sur la notion de « destruction créatrice » de Joseph Schumpeter. L'hypothèse propose que les entreprises détenant des monopoles basés sur des technologies existantes ont moins d'incitation à innover que leurs potentiels rivaux, elles perdent donc finalement leur rôle de leader technologique lorsque de nouvelles innovations technologiques majeures sont adoptées par de nouvelles entreprises prêtes à prendre des risques.
Lorsque les innovations majeures deviennent finalement le nouveau paradigme technologique, les nouvelles entreprises devancent les anciennes entreprises n'arrivant plus à innover.

## Concurrence mondiale
Pareillement, un pays dominant un domaine peut perdre sa suprématie dans ce domaine et être dépassé par un autre pays.
Cela s’est produit à plusieurs reprises dans l’histoire. À la fin du XVIIIe siècle, les Pays-Bas ont été dépassés par le Royaume-Uni, qui était le leader durant le XIXe siècle, puis, les États-Unis ont dépassé le Royaume-Uni et sont devenus la puissance hégémonique du XXe siècle.
Il y a plusieurs raisons à cela. Brezis et Krugman (1993-1997 ) suggèrent un mécanisme qui explique ce modèle de « leapfrogging» comme une réponse à des innovations majeurs dans le domaine de la technologie.
En période de changements technologiques mineurs et durables, les rendements croissants tendent à accentuer le leadership économique. Cependant, en période d’innovation majeures et de percées technologiques, le leadership économique peut décourager la recherche de nouvelles idées dans les pays les plus avancés. Une nouvelle technologie peut sembler inférieure aux méthodes plus anciennes pour ceux ayant une grande expérience de ces méthodes ; pourtant, cette technologie initialement inférieure peut avoir davantage de potentiel d'évolution.
Lorsque le progrès technologique prend cette forme, le leadership économique devient souvent la source de sa propre chute.
Par conséquent, lorsqu’une innovation majeure se produit, elle ne semble pas rapidement constituer une amélioration pour les nations leaders, compte tenu de leur vaste expérience avec les technologies plus anciennes. Les pays en développements ont moins d’expérience ce qui fait que les nouveautés techniques leur permet d’utiliser leur retard économique pour entrer sur le marché avec un prix souvent plus attractif. Si la nouvelle technique s’avère plus productive que l’ancienne, on assiste à un bond en avant en termes de leadership.
Brezis et Krugman ont appliqué cette théorie du « leapfrogging» au domaine de la géographie et expliquent pourquoi les villes principales sont souvent dépassées par de nouvelles zones métropolitaines. De tels bouleversements peuvent s’expliquer si l’avantage des villes s'établit sur un apprentissage focalisé sur la pratique.
Lorsqu'une nouvelle technologie, pour laquelle l'expérience n'est donc pas encore pertinente, est introduite, les villes plus anciennes préfèrent rester avec une technologie avec laquelle ils ont plus d'expérience.
Les changements de leadership technologique peuvent révéler des défis concernant les effets du retard sur la volonté d’innover ou d’adopter des idées fondamentalement nouvelles. Les villes plus mineures, se tournant vers les nouvelles technologies sont compétitives malgré la nouveauté de ces technologies en raison de leur économie inférieur.
À mesure que les nouvelles technologies arrivent à maturité, les villes majeures n'ayant pas supporté le changement finissent donc souvent dépassées.

## Le leapfrogging dans les pays en développement
Plus récemment, le concept de « leapfrogging » est utilisé dans le contexte du développement durable pour les pays en développement comme une théorie du développement permettant d'accélérer le développement tout en évitant les technologies et les industries précédentes, généralement moins efficaces, plus chères ou plus polluantes en passant donc directement à des technologies plus avancées.
La démocratie du saut de granouille désigne les pays qui ont connu des développements considérables grâce au concept du leapfrogging. Tandis que des pays plus avancés ne pourrait les connaître que bien plus tard.
La technologie du téléphone portable est un exemple de technologie ayant profité du leapfrogging. ll a permis aux pays en développement de sauter la technologie des télephones fixes du XXe siècle et de passer directement à la technologie mobile du XXIe. Il est dit que, grâce à des progrès rapides, les pays en développement peuvent éviter le développement nuisible à l’environnement par lequel sont passé les pays industrialisés.
L'adoption des technologies de l'énergie solaire dans les pays en développement est un autre  exemple de pays qui ne répètent pas les étapes de développement des pays développé en créant une infrastructure énergétique basée sur les énergies fossiles, mais qui « leapfrog » directement dans l'ère solaire.
Les pays en développement disposant de gazoducs à gaz naturel peuvent l’utiliser pour transporter de l’hydrogène, faisant donc un leapfrog du gaz naturel à l’hydrogène,.

## Un concept récurrent
Un concept étroitement lié est étudié à travers la courbe environnementale de Kuznets (EKC). Le concept propose que les pays en développement puissent s'inspirer des phases de développements des nations industrialisées et restructurer leur développement afin d'éviter les potentielles dommages environnementaux et ainsi « traverser » toute éventuelle crise environnementale qui aurait put être causé précédemment par les nations industrialisées lors de leurs recherches.
Le dépassement des limites de sécurité ou des seuils environnementaux peut donc être évité.
Bien qu'en principe les concepts de « leapfrogging » (axé sur le saut de développements technologique) et de « tunneling » (axé sur la pollution ) soient distincts, dans la pratique ils ont tendance à être confondus.

## Objectifs du Millénaire pour le Développement
Le concept de « leapfrog » environnemental comprend également une dimension sociale.
La diffusion et l’application des technologies environnementales permettraient non seulement de réduire les impacts environnementaux, mais pourraient également contribuer au développement économique durable et à la réalisation des Objectifs du Millénaire pour le Développement (OMD) en favorisant un meilleur accès aux ressources et aux technologies. En ce qui concerne l’électricité, près d’un tiers de la population mondiale n’a actuellement pas accès à l’électricité et un autre tiers n’y a qu’un accès médiocre.
De plus le recours aux combustibles traditionnels issus de la biomasse pour la cuisine et le chauffage peut avoir de graves conséquences sur la santé et l’environnement.

## Exemples
Un exemple cité précédemment est celui des pays qui passent directement de l'absence de téléphone à l'installation de téléphones mobiles, sautant complètement l'étape des téléphones fixes à fil de cuivre.
Un autre exemple souvent utilisé est le paiement mobile. La Chine est l’un des leaders mondiaux en matière de paiement par Internet et par téléphone portable(p130).
Dans la plupart des pays développés, les cartes de crédit sont populaires depuis la seconde moitié du XXe siècle, mais elles n’étaient pas très répandues en Chine(p130).
Après 2013, Alipay et WeChat ont commencé à permettre l'utilisation de paiement mobile à l'aide de QR code sur les smartphones. Ils ont tous deux connu un énorme succès en Chine et se développent désormais à l’étranger.
Le bond technologique de la Chine vers les paiements mobiles a également conduit à une augmentation des achats en ligne et des services bancaires en ligne(p130).

## Conditions nécessaires
Le « leapfrogging » peut se produire accidentellement, lorsque les seuls systèmes accessibles sont plus efficaces que les systèmes déjà existants utilisés ailleurs, ou de manière situationnelle, comme l’adoption d’une communication décentralisée comme pour les campagnes.
Il peut également être initiée , par exemple avec des politiques favorisant l'installation de WiFi et d'ordinateurs gratuits dans les zones urbaines pauvres.
L' Institut Reut a mené des recherches approfondies sur les dénominateurs communs des différents pays ayant réussi à « sauter » ces dernières années.
L'article conclut que pour faire « leapfrog », un pays doit avoir une vision partagée entre le peuple et ses leaders, un leadership assuré et engagé, une « croissance inclusive », des institutions pertinentes, un marché du travail pouvant faire face à une croissance et à des changements rapides, des réformes ciblées et précises, un développement local et régional et une mobilisation nationale dans le but de faire avancer un domaine.

## Promotion par des initiatives internationales
L'initiative japonaise pour une société à faibles émissions de carbone à l'horizon 2050 a pour objectif de coopérer avec et d'aider les pays en développement d'Asie pour progresser vers une neutralité carbonne d'ici 2100.